# Русское Донецкое общество каменноугольной и заводской промышленности
Русское Донецкое общество каменноугольной и заводской промышленности, одна из крупнейших угледобывающих компаний Донбасса рубежа XIX—XX вв., зарегистрировано 3 июня 1895 г. в Макеевке. Учредителями Русско-Донецкого общества выступили наследниками И. Г. Иловайского, видного российского промышленника и мецената, инициатора создания Совета Съезда горнопромышленников Юга России, при активном участии франко-бельгийского капитала.
По договору от 13 июля Общество стало собственником 19 тыс. десятин земли, в том числе и земли, отведенной под заложенный в 1892 г. наследниками Ивана Иловайского поселок Дмитриевский. Основная причина образования поселка — необходимость в квалифицированных рабочих кадрах для горной промышленности. В конце XIX в. проблема с рабочими кадрами стояла очень остро. На съездах горнопромышленников вопрос о привлечении и удержании рабочей силы обсуждался многократно. Поселок Дмитриевский планировался и как торговый центр Макеевского горного округа. В округе находились рудники, труболитейный завод, станция железной дороги с ремонтной инфраструктурой. Название поселок получил от именитого предка — наказного атамана Дмитрия Ивановича Иловайского, основавшего слободу Макеевку. Кроме того, общество владело шахтами и металлургическими производствами.
В 1909 г. в Донецком бассейне разразился сильнейший угольный кризис, причинами которого явилось несоответствие в ценах на уголь глубоких шахт (7-8 коп. за пуд) с мелкими шахтами (5,5-6 коп. за пуд). В результате чего заводчики и железные дороги прекратили закупку угля на крупных глубоких шахтах, в то время как на мелких запасы на выходах пластов были практически выработаны. Сразу после кризиса увеличивается приток иностранных капиталов, учреждаются новые акционерные общества и товарищества. Таким образом в 1912 г. «Русское Донецкое общество каменноугольной и заводской промышленности» было поглощено и стало составной частью общества «Русский горный и металлический Унион».